# Пауль Амбросі
Вісенте Пауль Амбросі Самбрано (ісп. Vicente Paúl Ambrosi Zambrano; нар. 14 жовтня 1980, Гуаранда, Еквадор) — еквадорський футболіст, що грав на позиції захисника.
Виступав, зокрема, за клуби «ЛДУ Кіто», а також національну збірну Еквадору.
Володар Кубка Лібертадорес. Переможець Рекопи Південної Америки.

## Клубна кар'єра
Вихованець футбольної школи клубу «ЛДУ Кіто». Дорослу футбольну кар'єру розпочав 2000 року в основній команді того ж клубу, в якій провів дев'ять сезонів, взявши участь у 328 матчах чемпіонату. Більшість часу, проведеного у складі «ЛДУ Кіто», був основним гравцем захисту команди. За цей час виборов титул володаря Кубка Лібертадорес, ставав переможцем Рекопи Південної Америки.
Згодом з 2009 по 2010 рік грав у складі аргентинського «Росаріо Сентраль», після чого повернувся до «ЛДУ Кіто», з яким двічі вигравав Рекопу Південної Америки. 2013 року на умовах оренди провів одну гру за парагвайський «Серро Портеньйо».
Завершив професійну ігрову кар'єру у клубі «Ольмедо», за команду якого виступав протягом 2014—2015 років.

## Виступи за збірну
2003 року дебютував в офіційних матчах у складі національної збірної Еквадору. Протягом кар'єри у національній команді, яка тривала 7 років, провів у формі головної команди країни 35 матчів.
У складі збірної був учасником розіграшу Кубка Америки 2004 року в Перу, чемпіонату світу 2006 року в Німеччині.

## Досягнення
- Чемпіон Еквадору (4):

«ЛДУ Кіто»: 2003, 2005А, 2007, 2010
- Володар Кубка Лібертадорес :

«ЛДУ Кіто»: 2008
- Переможець Рекопи Південної Америки:

«ЛДУ Кіто»: 2009, 2010